# Lúthien
Lúthien , cunoscută ca și Tinúviel ,este un Elf si un caracter ficțional din Pământul de Mijloc, univers creat de J.R.R. Tolkien, soția lui Beren Erchamion, și cea mai frumoasă dintre toți Copii lui Ilúvatar. 